# Kabrai
Kabrai es un pueblo y nagar Panchayat situado en el distrito de Mahoba en el estado de Uttar Pradesh (India). Su población es de 28564 habitantes (2011). 

## Demografía
Según el censo de 2011 la población de Kabrai era de 28564 habitantes, de los cuales 15215 eran hombres y 13349 eran mujeres. Kabrai tiene una tasa media de alfabetización del 68,93%, superior a la media estatal del 67,68%: la alfabetización masculina es del 78,44%, y la alfabetización femenina del 58,01%.